# おまじないネコ チャクラくん
『おまじないネコ チャクラくん』は、じょうさゆり（現：上重☆さゆり）による日本の児童漫画作品。

## 概要
霊能力者・橘めぐみが制作した黒猫のキャラクター「おねがいチャクラ」を原作とした作品。
1995年にスタートし、2001年まで小学館の学年別学習雑誌で連載。主に『小学三年生』『小学五年生』『小学六年生』（小学館）に掲載された。
単行本は同社のてんとう虫コミックススペシャルより5巻まで刊行。1997年には、家庭用ゲーム機ルーピー向けソフト『チャクラくんのおまじないパラダイス』も発売された。
おまじないのことをなんでも知っているチャクラが、日本一不幸な少女・立花めぐみを助けるために、得意なおまじないで大活躍するおまじないギャグ漫画である。時々、恋愛や友情などを交えてストーリーを展開するエピソードも含まれる。また、木村拓哉や野村沙知代、長嶋茂雄、つぶやきシローなどを初めとする有名人も登場する。
作者の上重☆さゆりによると、チャクラにはキャラクター原作者・橘めぐみの「みなさんが幸福になるように」という念がこめられているという。また、チャクラの腕時計やぬいぐるみなどのキャラクター商品も当時発売された。

## 登場人物
チャクラ
本作の主人公。チャクランドから来た黒猫で、チャクランドの王子。おまじないのことを無限に知りながらも、チャクラパワーという強力な技を持つ。めぐみに困ったことがったら、おまじないで助けてあげたりと、彼女のよき理解者となっている。一人称は「おれ」。語尾に「チャ」を付けて喋る。意外にも、女の子に弱い一面を見せる。
単行本1巻に掲載されたプロフィールによると、身長 39cm、体重 3.22kg、誕生日は2月2日、好物はチーカマ。
チャコ姫
チャクランドから来た黒猫。チャクラとは対照的に占いのことを無限に知っている。めぐみが占いをすると、いつも悪い運に当たってしまう。
立花めぐみ
もう一人の主人公。名前は霊能力者・橘めぐみが由来となっている。小学生の女の子。『日本一ついていない女の子』と称している。勉強が苦手でテストではいつも悪い点を取ることもしばしば。また体育も苦手（スポーツ対決となるといつもチャクラに負けてしまう）で、仮病を使って保健室でズル休みをしようとしたことがある。また、遅刻も数え切れないほどしている（原因はマンホールに落ちたり、公園でつい子供達と一緒に砂遊びするなど）。クラスメイトの小林たくやに片思いの彼として恋しており、告白しようとするが、なかなかうまくいかない。動物は大の苦手で、猫以外は殆ど触ることはない。
あつみ
めぐみの親友であり、同級生。通称「あっちゃん」。出前で鍛えているためか、足が速い。苗字は不詳。
剣持ゆりか
めぐみの同級生。学級委員を担当している。めぐみとは対照的に成績優秀で運動もできる。クラスメイトの小林たくやに片思いの彼として恋しており、めぐみに対してよく嫌味を言う。大金持ちであり、毎年ハワイへ行っている。めぐみ、あつみ、たくやを誘って牧場や海、温泉に招待している。幼稚園の頃は男の子にキスをしつくした。
小林たくや（小林拓哉）
めぐみの同級生。無邪気で心優しい男の子。美男な顔立ちであり、立花めぐみや剣持ゆりかからも、片思いの彼として恋されている。温厚な性格だが、従妹りえこが悪戯するのを注意するなど時々厳しい一面を見せた。1998年4月連載から髪型が変わっている。